# Farbfeldmalerei

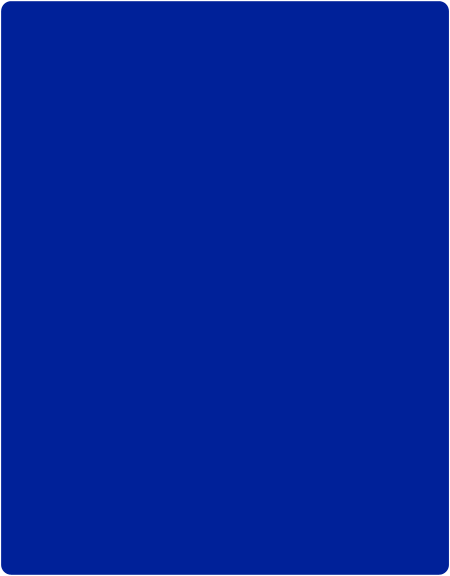
Yves Klein: IKB 191 – International Klein Blue

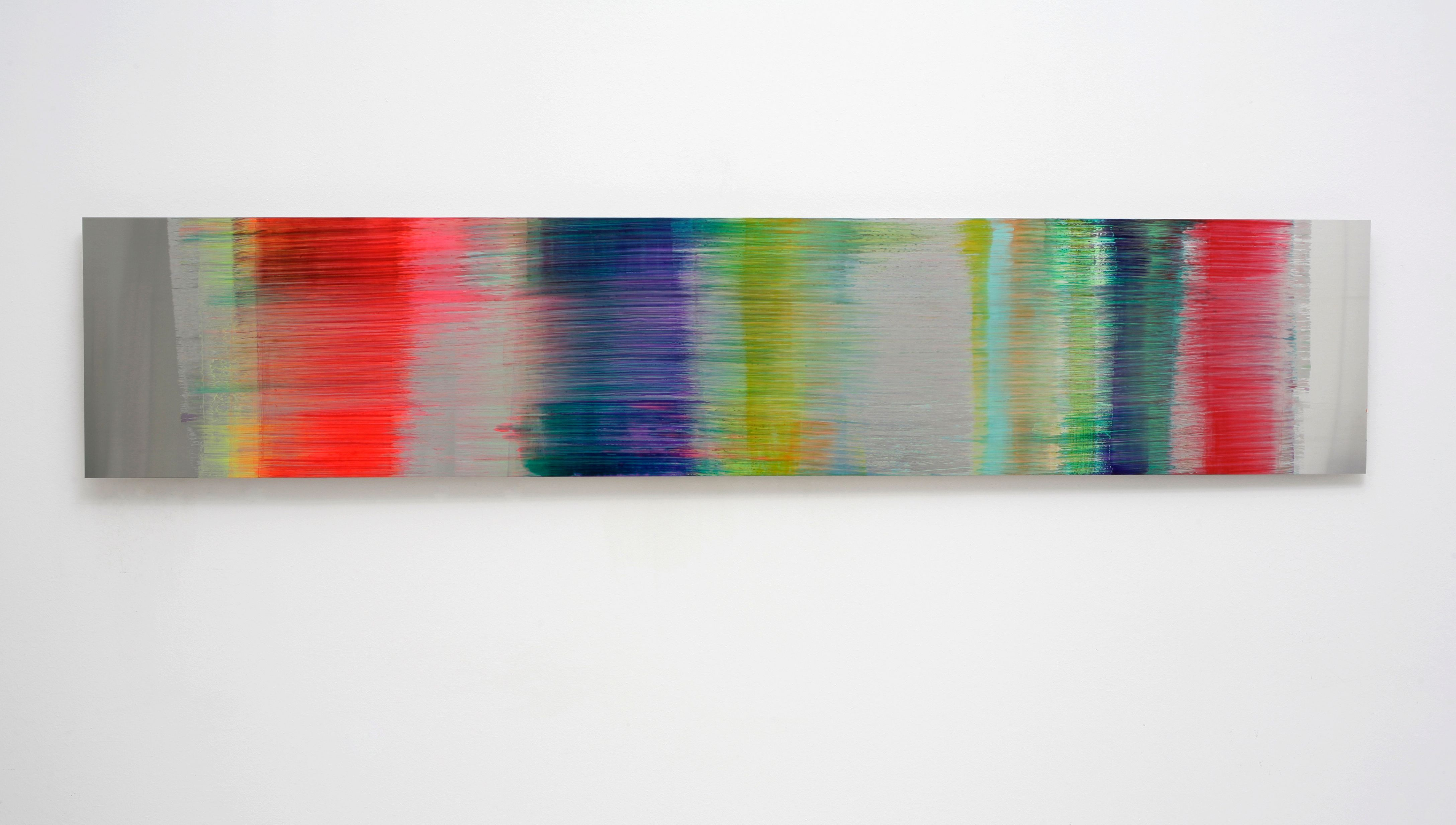
Claudia Desgranges: Zeitstreifen Red (Acryl auf Aluminium, 2015)

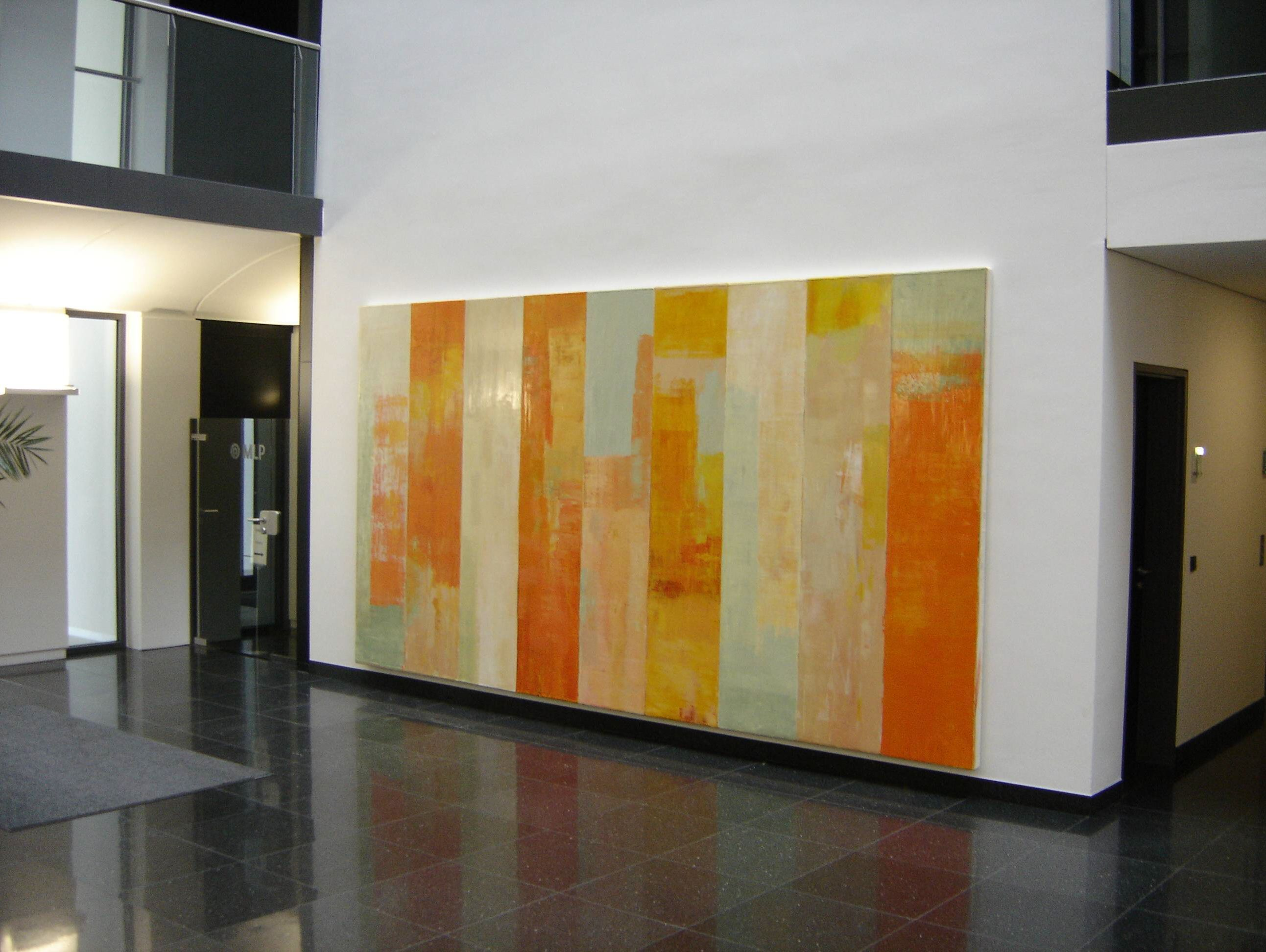
Arvid Boecker: #512 (Öl auf Leinwand, 2007)

Die Farbfeldmalerei, auch Farbflächenmalerei oder englisch das Color Field Painting, ist eine Ausdrucksform der zeitgenössischen Kunst, die sich durch großflächige, homogen gefüllte Farbfelder auszeichnet. Nach 1945 wurde eine gegenstandslose Monochromie zum Statement des Neuanfangs, das auf den Kulturbruch des Zweiten Weltkriegs reagierte. Diese Reduktion auf eine Farbe radikalisierte den Weg der modernen Malerei vom Gegenstand, vom Sujet zur reinen Form und grenzte sich damit von den Erwartungen vieler Rezipienten ab, die mit offensivem Unverständnis oder Aggression regierten.
Diese Kunstrichtung entwickelte sich Mitte der 1950er Jahre in Amerika aus dem Abstrakten Expressionismus. Mark Rothko, Barnett Newman (Who’s afraid of red, yellow and blue) und Helen Frankenthaler sind bedeutende Vorläufer bzw. Vertreter dieser Stilrichtung.
Yves Klein, Robert Rauschenberg, Barnett Newman und andere, die mit ihren monochromen Bilder die Malerei zu einem hermetischen Endpunkt führten, erlebten in Ausstellungen ihrer Bilder Gelächter, Spott und Vandalismus: die Verletzung der „mentalen Integrität“ der Rezipienten führte bei Newmans Wer hat Angst vor Rot, Gelb und Blau mehrfach zu Versuchen der Zerstörung des Werkes.
Die Werke sind meist großformatig. Oft wird die Farbe ohne Verwendung klassischer Malutensilien direkt auf die (horizontal am Boden liegende) ungrundierte Leinwand aufgebracht (geleert, geschüttet, gesprüht) und dringt so direkt in das Gewebe ein (Soak-Stain-Technik) – durchaus vergleichbar mit dem Färben eines Stoffes.
Die Bezeichnung Color Field Painting wurde durch den US-amerikanischen Kunstkritiker Clement Greenberg geprägt, zu dessen Favoriten Jules Olitski gehörte. Weitere bedeutende Vertreter des Color Field Painting (deren wichtigste Schaffensperioden dieser Strömung zugeordnet werden können) sind Clyfford Still, Morris Louis, Kenneth Noland, Larry Poons, Sam Gilliam, Gene Davis, Friedel Dzubas, Wolfgang Hollegha, Jack Bush, Walter Darby Bannard, Thomas Downing, Howard Mehring und Paul Reed.